# Scheldeprijs 1988
De 76e editie van de Scheldeprijs werd gereden op 26 april 1988 over een afstand van 249 kilometer. De zege ging naar Jean-Paul van Poppel.

## Uitslag
| Scheldeprijs 1988 |                      |                       |            |
| Plaats            | Naam                 | Ploeg                 | Tijd       |
| Winnaar           | Jean-Paul van Poppel | Superconfex-Yoko      | 6u 12' 00" |
| 2                 | Eddy Planckaert      | AD Renting-I.O.C.     | z.t.       |
| 3                 | Hans Daams           | PDM-Ultima-Concorde   | z.t.       |
| 4                 | Marcel Arntz         | Caja Rural-Orbea      | z.t.       |
| 5                 | Frank Pirard         | Sigma-Fina            | z.t.       |
| 6                 | Wiebren Veenstra     | Hitachi-Bosal-BCE     | z.t.       |
| 7                 | Eric Vanderaerden    | Panasonic-Isostar     | z.t.       |
| 8                 | Werner Devos         | Roland                | z.t.       |
| 9                 | Marnix Lameire       | ADR-Mini-Flat-Enerday | z.t.       |
| 10                | Hendrik Redant       | Robland-Isoglass      | z.t.       |